# Concejo Municipal de Desamparados
El Concejo Municipal de Desamparados es el órgano deliberativo y máxima autoridad del cantón de Desamparados, en Costa Rica. Está conformado por once regidores propietarios con voz y voto, y sus respectivos suplentes solo con voz salvo cuando sustituyan a un propietario de su mismo partido. A estos también asisten con voz pero sin voto el alcalde y los síndicos propietarios y suplentes de los trece distritos del cantón. Al igual que el alcalde municipal sus miembros son electos popularmente cada 4 años.

## Historia
Por medio de la Ley n.° 22 del 4 de noviembre de 1862, Ley de Ordenanzas Municipales, se creó Desamparados como cantón de la provincia de San José, designándose como cabecera la villa de Desamparados, mas no se fijaron los distritos de este nuevo cantón. A pesar de esto, el territorio siguió bajo la administración de la Municipalidad de San José. Cabe destacar además la extensión del nuevo cantón, que ostentó dentro de su jurisdicción a localidades como los actuales cantones de Curridabat, Aserrí, Acosta, Tarrazú, Dota, León Cortés Castro y Pérez Zeledón, otorgándole así un total de 3 023,99 km². Desamparados procede del cantón de San José, establecido este último, en ley n.° 36 del 7 de diciembre de 1848.
Una vez que Desamparados fue nombrado como cantón, sus habitantes iniciaron un movimiento para declarar la autonomía plena e independencia del cantón de San José. Entre ellos se encontraban Jesús Ureña, Leo Madrigal y Nicanor Garbanzo, quienes formaron un cabildo.
Mediante la Ley n.° 53 del 23 de diciembre de 1876, se le otorgó autonomía municipal al cantón de Desamparados. El 1 de enero de 1877, se llevó a cabo la primera sesión del Concejo Municipal de Desamparados, integrado por los regidores propietarios Mariano Monge Guillén, como presidente, Juan Monge Guillén, como vicepresidente, y Juan Monge Reyes, como fiscal. El secretario municipal fue Juan Monge López. Esta fue apodada la "Municipalidad de los Monges".

## Conformación del Concejo Municipal 2024 - 2028
Por mandato constitucional, el Concejo Municipal debe instalarse el 1.º de Mayo del año electoral.
Durante la sesión solemne celebrada al medio día, los alcaldes o alcaldesas, vicealcaldes y vicealcaldesas, regidores, síndicos y concejales de distrito son juramentados públicamente.
Posteriormente, se instala un Concejo Municipal Provisional que está conformado por los dos regidores electos más longevos de conformidad con lo establecido en el Código Municipal, siendo designados previamente por el Tribunal Supremo de Elecciones.
Seguidamente, los regidores propietarios electos proceden a votar por la presidencia y vicepresidencia del Concejo Municipal, el cual por mandato constitucional tiene vigencia por dos años.
En este caso, resultó electa María Isabel Llamas Echeverría del PUSC como presidenta y Luis Flores Jiménez del PNP como vicepresidente durante el periodo 2024 -2026, debido a la unión del bloque opositor al PLN, el cual está conformado por Unidad Social Cristiana, Progreso Social Democrático, Nueva República, Nuestro Pueblo, Frente Amplio y Ecológico Comunal Costarricense, mientras que Liberal Progresista se alió con Liberación Nacional.
El resultado de la votación efectuada el 1 de mayo de 2024 fue el siguiente:
6 votos a favor (2 PUSC, 1 PPSD, 1 PNP, 1 PNR, 1 PFA)
4 votos en contra (3 PLN y 1 PLP)
1 ausente (1 PAEC) por motivos de salud.
Esta elección fue un hecho histórico en Desamparados, ya que por primera vez, la oposición al PLN logró controlar el Concejo Municipal, ya que tradicionalmente tanto la alcaldía como el Concejo Municipal fueron dominados por los liberacionistas, incluso durante el mandato presidencial de los social cristianos Rafael Ángel Calderón Fournier, Miguel Ángel Rodríguez Echeverría y Albel Pacheco de la Espriella, así como los acción ciudadanos Luis Guillermo Solís Rivera y Carlos Alvarado Quesada, pues se debe recordar que en este municipio, el expresidente José Figueres Ferrer fundó el partido Liberación Nacional en la finca La Lucha, ubicada en el distrito de San Cristóbal, con el objetivo de combatir en la guerra civil de 1948, por ende, esta elección representó un duro golpe para Liberación Nacional, que tras cuestionamientos por actos de corrupción, prácticas antidemocráticas, casos de acoso sexual y nexos con el crimen organizado, han venido perdiendo poder en varios cantones.
Otro hecho histórico notable es que por primera vez en la historia municipal costarricense, los progresistas social demócratas participaron en una contienda electoral, logrando ser la tercera fuerza política en este cantón josefino y según datos del Tribunal Supremo de Elecciones, se consagraron rápidamente como la sexta fuerza política a nivel nacional.
| Partido                        | Partido                             | Número de regidores | Regidores propietarios             | Regidores suplentes        | Cantidad de Votos Emitidos | Porcentaje |
| ------------------------------ | ----------------------------------- | ------------------- | ---------------------------------- | -------------------------- | -------------------------- | ---------- |
|                                | Partido Liberación Nacional         | 3                   | Gabriel Gustavo Picado Oviedo      | Vinicio Valverde Chacón    | 8.522                      | 25,61%     |
| Karla Vanessa Mora Rodríguez   | Partido Liberación Nacional         | 3                   | Zaira Romero Fallas                |                            | 8.522                      | 25,61%     |
| Juan Chacón Castillo           | Partido Liberación Nacional         | 3                   | Manuel Araya Badilla               |                            | 8.522                      | 25,61%     |
|                                | Partido Unidad Social Cristiana     | 2                   | Jonathan Mauricio Chavarría Sibaja | Randall Sibaja Miranda     | 6.191                      | 18,60%     |
| María Isabel Llamas Echeverría | Partido Unidad Social Cristiana     | 2                   | Carmen Martínez Jackson            |                            | 6.191                      | 18,60%     |
|                                | Partido Progreso Social Democrático | 1                   | Ricardo Antonio Arce Díaz          | William Solera Alfaro      | 4.044                      | 12,15%     |
|                                | Partido Liberal Progresista         | 1                   | Luis Guillermo Gómez Godínez       | Javier Umaña Valenciano    | 3.206                      | 9,63%      |
|                                | Partido Nuestro Pueblo              | 1                   | Luis José Flores Jiménez           | Adrián Monge Monge         | 2.286                      | 6,87%      |
|                                | Partido Nueva República             | 1                   | Kristhian Arturo Chacón Ureña      | Walter Garro Araya         | 2.098                      | 6,30%      |
|                                | Frente Amplio                       | 1                   | Eduardo Guillén Gardela            | Mario Raitt Núñez          | 1.900                      | 5,71%      |
|                                | Partido Ecológico Comunal           | 1                   | Jesús Rodríguez Gutiérrez          | Marcial Rodríguez Carvajal | 1.590                      | 4,77%      |

## Síndicos Propietarios periodo 2024 - 2028
1. Javier Alberto Muñoz Segura PLN (Desamparados)
2. Evelio Segura Chacón PLN (San Miguel)
3. José Antonio Chavarría Arce PUSC (San Juan de Dios)
4. Sara Isela Mora Salazar PLN (San Rafael Arriba)
5. Said Enrique López Calvo PLN (San Antonio)
6. Alice Quirós Calvo PLN (Frailes)
7. Laura González Villalobos PLN (Patarrá)
8. Natalia María Robles Amador PLN (San Cristóbal)
9. Wendy Vanessa Carvajal Ureña PLN (Rosario)
10. Marino Cristóbal Pérez Guzmán PUSC (Damas)
11. Lizandro David Porras Calderón PLN (San Rafael Abajo)
12. Julieth Mariam Rodríguez Mora PLN (Gravilias)
13. Fausto Javier Montes Chinchilla PUSC (Los Guido)

## Síndicos Propietarios periodo 2020 - 2024
1. Irma Isis Loría Vega (Desamparados)
2. Vinicio Alberto Valverde Chacón (San Miguel)
3. Auriel Abarca Calderón (San Juan de Dios)
4. Karla Vanessa Mora Rodríguez (San Rafael Arriba)
5. Gabriel Gustavo Picado Oviedo (San Antonio)
6. Alice Quirós Calvo (Frailes)
7. Laura González Villalobos (Patarrá)
8. Emmanuel Eduardo Vega Serrano (San Cristóbal)
9. Javier Francisco Amador Hernández (Rosario)
10. Simey Herrera Retana (Damas)
11. Kenneth Alexander Cubillo Vargas (San Rafael Abajo)
12. Julieth Mariam Rodríguez Mora (Gravilias)
13. Carmen Martínez Jackson (Los Guido)

## Síndicos Suplentes
1. Marvin Enrique Monterrosa Ramírez (Desamparados)
2. Mónica Marcela Mora Quirós (San Miguel)
3. Ingrid Vanessa Zeledón Jiménez (San Juan de Dios)
4. Sebastián David Sánchez Ramírez (San Rafael Arriba)
5. Delia María Calvo Gamboa (San Antonio)
6. Aliander Garro Piedra (Frailes)
7. Vacante (Patarrá)
8. Marisela Durán Segura (San Cristóbal)
9. Melissa Monge Arias (Rosario)
10. Rodrigo Díaz Naranjo (Damas)
11. Allison Sánchez Chavarría (San Rafael Abajo)
12. Marco Vinicio Segura Vargas (Gravilias)
13. Fausto Javier Montes Chinchilla (Los Guido)

## Alcaldesa
- María Antonieta Naranjo Brenes

## Elecciones de 2020
Durante las Elecciones municipales de Costa Rica de 2020, once partidos políticos participaron en el cantón de Desamparados para obtener la Alcaldía y miembros del Concejo Municipal. Los resultados fueron los siguientes:

### Alcaldía
| Puesto | Bandera | Partido                              | Votos  | %      |
| ------ | ------- | ------------------------------------ | ------ | ------ |
| 1.º    |         | Partido Liberación Nacional          | 21 298 | 48,29% |
| 2.º    |         | Partido Nuestro Pueblo               | 7 198  | 16,32% |
| 3.º    |         | Partido Unidos Podemos               | 3 708  | 8,41%  |
| 4.º    |         | Partido Nueva República              | 2 810  | 6,37%  |
| 5.º    |         | Partido Ecológico Comunal            | 1 983  | 4,50%  |
| 6.º    |         | Partido Unidad Social Cristiana      | 1 553  | 3,52%  |
| 7.º    |         | Partido Frente Amplio                | 1 348  | 3,06%  |
| 8.º    |         | Partido Acción Ciudadana             | 1 147  | 2,61%  |
| 9.º    |         | Partido Restauración Nacional        | 960    | 2,18%  |
| 10.º   |         | Partido Nueva Generación             | 656    | 1,49%  |
| 11.º   |         | Partido Republicano Social Cristiano | 556    | 1,26%  |
| 12.º   |         | Partido Integración Nacional         | 378    | 0,86%  |
| 13.º   |         | Partido Comunal Unido                | 303    | 0,69%  |
| 14.º   |         | Partido Liberal Progresista          | 207    | 0,47%  |

El alcalde electo fue Gilbert Jiménez Siles, y los vicealcaldes electos fueron Hazel Torres Hernández y Santiago Bermúdez Barrientos, del Partido Liberación Nacional. El 6 de febrero de 2022, Jiménez fue electo Diputado en la Asamblea Legislativa, por lo que el 1 de mayo de 2022, la Vicealcaldesa, Hazel Torres Hernández, fue nombrada Alcaldesa de Desamparados.

### Regidores
| Puesto | Bandera | Partido                              | Votos  | %      | Escaños |
| ------ | ------- | ------------------------------------ | ------ | ------ | ------- |
| 1.º    |         | Partido Liberación Nacional          | 18 442 | 41,79% | 5/11    |
| 2.º    |         | Partido Nuestro Pueblo               | 7 086  | 16,06% | 2/11    |
| 3.º    |         | Partido Unidos Podemos               | 4 383  | 9,93%  | 2/11    |
| 4.º    |         | Partido Nueva República              | 3 095  | 7,01%  | 1/11    |
| 5.º    |         | Partido Ecológico Comunal            | 2 285  | 5,18%  | 1/11    |
| 6.º    |         | Partido Unidad Social Cristiana      | 1 742  | 3,95%  | 0/11    |
| 7.º    |         | Partido Frente Amplio                | 1 634  | 3,70%  | 0/11    |
| 8.º    |         | Partido Acción Ciudadana             | 1 538  | 3,48%  | 0/11    |
| 9.º    |         | Partido Restauración Nacional        | 1 136  | 2,57%  | 0/11    |
| 10.º   |         | Partido Republicano Social Cristiano | 877    | 1,99%  | 0/11    |
| 11.º   |         | Partido Nueva Generación             | 830    | 1,88%  | 0/11    |
| 12.º   |         | Partido Integración Nacional         | 474    | 1,07%  | 0/11    |
| 13.º   |         | Partido Comunal Unido                | 382    | 0,87%´ | 0/11    |
| 14.º   |         | Partido Liberal Progresista          | 222    | 0,50%  | 0/11    |